# Moormann und Selb
Die Kommissarin Liv Moormann, gespielt von Jasna Fritzi Bauer, und die Hauptkommissarin Linda Selb, gespielt von Luise Wolfram, bilden seit 2021 das Bremer Ermittlerteam der ARD-Fernsehreihe Tatort in den von Radio Bremen produzierten Folgen. Damit lösen sie das Team von Lürsen und Stedefreund ab, die von 2001 bis 2019 in 34 Fällen ermittelten. In drei der ersten fünf Filme gehörte auch der Ermittler Mads Andersen, gespielt von Dar Salim, mit zum Team.

## Figuren

### Liv Moormann

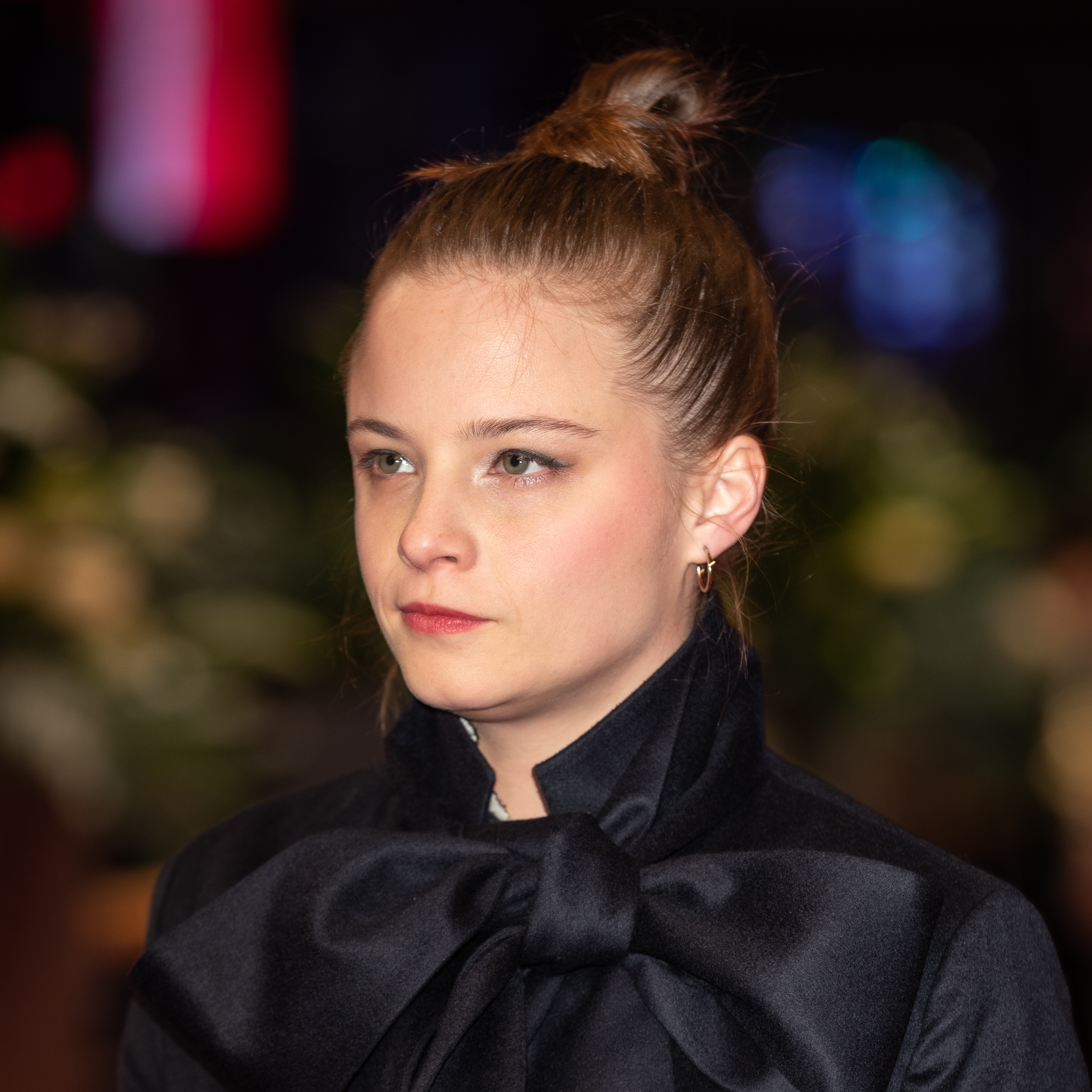
Jasna Fritzi Bauer spielt Liv Moormann

Liv Moormann ist eine Kriminalkommissarin, die zum Anfang des ersten Falls Neugeboren frisch zur Bremer Mordkommission dazustößt, um sich dort zu beweisen. Trotz des ruppigen Anfangs in der Mordkommission versteht sie sich grundsätzlich mit den meisten ihrer Kollegen, allen voran mit Andersen und Selb.
In der Folge Liebeswut zeigen sich unbewältigte Kindheitstraumata, die auf dem Aufwachsen in einer dysfunktionalen Familie beruhen. So setzte die alleinerziehende Mutter die Tochter bei häufig vorkommenden Herrenbesuchen kurzerhand alleine vor die Tür, nachdem sie sich mit den Babysittern verkrachte.

### Mads Andersen
Mads Andersen stammt ursprünglich aus Kopenhagen in Dänemark und wird bzw. wurde wegen seiner Erscheinung oft als verdeckter Ermittler im Drogenmilieu eingesetzt. Zum Teil muss er auf Grund von ehemaligen Fällen auch weiterhin in Dänemark ermitteln.
Im September 2023 wurde bekannt, dass Mads Andersen über den vierten Film hinaus nicht mehr Teil des Teams sein wird, da sein Darsteller, Dar Salim, seine Rolle nicht mehr mit seinen anderen Terminen als Schauspieler vereinbaren könne.

### Linda Selb

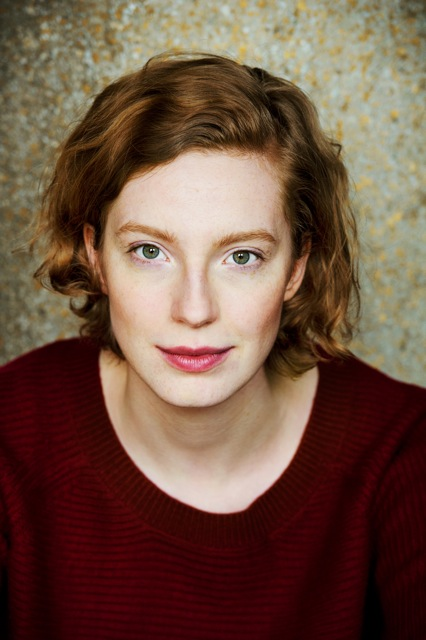
Luise Wolfram spielt Linda Selb

Linda Selb arbeitet als Kriminalhauptkommissarin für das BKA vorrangig als Kriminaltechnikerin. Sie wohnt in einem Tiny House an der Weser. Sie legt ein etwas eigensinniges, zum Teil autistisches Verhalten an den Tag, was hin und wieder dazu führt, dass sie ihre Kollegen in die Mangel nimmt, wenn sie etwas sagen, was ihr nicht in den Kram passt. Abseits davon verfügt sie über eine stark ausgeprägte analytische Denkweise, welche sie und ihre Kollegen auf neue mögliche Ermittlungsstränge führen. Sie übt sich in Empathie, einer Eigenschaft, die ihr stark abgeht.
Selb tauchte bereits beim vorigen Ermittlerteam um Lürsen und Stedefreund in den Fällen Der hundertste Affe, Echolot, Nachtsicht, Zurück ins Licht und Wo ist nur mein Schatz geblieben? in derselben Position auf. Sie war zeitweise in einer Beziehung mit Stedefreund, die sie am Ende ihres vierten gemeinsamen Falles beendeten. Außerdem ist seit derselben Episode bekannt, dass sie auch an Frauen interessiert ist. Selb ist damit neben Karow, Ritschard und Grosz eine der wenigen offiziellen LGBTQIA+-Charaktere im Tatort-Kosmos.

## Fälle
| Fall | Titel                       | Erstausstrahlung | Folge | Drehbuch                          | Regie                        | Besonderheiten                                     |
| ---- | --------------------------- | ---------------- | ----- | --------------------------------- | ---------------------------- | -------------------------------------------------- |
| 1    | Neugeboren                  | 24. Mai 2021     | 1169  | Christian Jeltsch                 | Barbara Kulcsar              | Erster Fall für das Ermittlerteam                  |
| 2    | Und immer gewinnt die Nacht | 12. Dez. 2021    | 1181  | Christian Jeltsch                 | Oliver Hirschbiegel          |                                                    |
| 3    | Liebeswut                   | 29. Mai 2022     | 1202  | Martina Mouchot                   | Anne Zohra Berrached         | Ohne Mads Andersen.                                |
| 4    | Donuts                      | 2. Apr. 2023     | 1230  | Mathias Schnelting, Sebastian Ko  | Sebastian Ko                 | Letzter Film mit Mads Andersen.                    |
| 5    | Angst im Dunkeln            | 1. Apr. 2024     | 1266  | Kirsten Peters                    | Leah Striker                 | Mads Andersen wird erwähnt (jetzt bei der Europol) |
| 6    | Stille Nacht                | 8. Dez. 2024     | 1283  | Daniela Baumgärtl, Kim Zimmermann | Sebastian Ko                 |                                                    |
| 7    | Solange du atmest           | 11. Mai 2025     | 1303  | Judith Westermann                 | Franziska Margarete Hoenisch |                                                    |

## Besonderheiten
Dar Salim war bereits im Jahr 2014 in der Episode Brüder, ebenfalls einer Produktion von Radio Bremen, zu sehen, spielte dort jedoch Hassan Nidal, den Anführer eines kriminellen Clans. In der Mockumentary How to Tatort von 2020 spielten Bauer, Wolfram und Salim sich selbst, wie sie als neues Tatort-Team bei fiktiven Dreharbeiten in kuriose Begebenheiten geraten. Andere Tatort-Schauspieler stehen karikaturistisch überzeichnet den neuen „Kollegen“ dabei beratend zur Seite.